# Charles Colson
Charles Wendell "Chuck" Colson (16 tháng 10 năm 1931 – 21 tháng 4 năm 2012) là cố vấn đặc biệt của Tổng thống Richard Nixon từ năm 1969 đến năm 1973, về sau là nhà lãnh đạo có nhiều ảnh hưởng trong cộng đồng Tin Lành, và là nhà phê bình văn hóa nổi tiếng.
Từng được biết tiếng là "thủ hạ" của Nixon, Colson có tên trong số bảy viên chức bị buộc tội trong Vụ Watergate, ông nhận tội ngăn cản công lý, và bị giam giữ trong Nhà tù Maxwell trong bảy tháng.
Trải nghiệm tiếp nhận đức tin Cơ Đốc đã khơi mở một sự thay đổi triệt để cho Colson. Từ đó, ông dành phần còn lại của đời mình cho các hoạt động từ thiện, cống hiến cho một tổ chức mục vụ cung ứng sự hỗ trợ và an ủi tinh thần cho những người đang sống trong tù, gọi là Bạn của Tù nhân (Prison Fellowship). Colson cũng là diễn giả và tác giả của hơn 30 đầu sách. Ông là chủ tịch Diễn đàn Wilberforce, một think tank có khuynh hướng Cơ Đốc truyền thống trong các vấn đề chính trị và xã hội, cũng là nhóm hoạt động tích cực vận động cho học thuyết sáng tạo (intelligent design) được đem vào chương trình giáo dục và kỹ thuật sinh học, cũng thường tìm kiếm cơ hội trình bày quan điểm trong các vấn đề đạo đức trong các lãnh vực sinh học như nhân bản vô tính và nghiên cứu tế bào gốc.
Năm 1993, Colson được trao tặng Giải thưởng Templeton vì Tiến bộ Tôn giáo dành cho nhân vật "có sự đóng góp đặc biệt trong nỗ lực củng cố khía cạnh tâm linh của cuộc sống". Năm 2008, ông được Tổng thống George W. Bush trao tặng Huân chương Tổng thống.

## Thiếu thời
Colson sinh ngày 16 tháng 10 năm 1931 tại Boston, Massachusetts, con trai của Inez "Dizzy" (nhũ danh Ducrow) và Wendell Ball Colson. Cậu mang hai dòng máu Anh và Thụy Điển. Trong Thế chiến II, cậu đứng ra vận động gây quỹ trong trường học nhằm kiếm đủ tiền mua một chiếc xe Jeep cho Quân đội Hoa Kỳ. Năm 1948, Colson hoạt động tình nguyện cho chiến dịch tái cử của Thống đốc tiểu bang Massachusetts lúc ấy, Robert Bradford.
Colson theo học tại Đại học Brown, và nhận văn bằng cử nhân ưu hạng năm 1953, rồi học vị tiến sĩ luật (J.D.) tại Đại học George Washington năm 1959.
Colson phục vụ trong binh chủng Thủy quân lục chiến Hoa Kỳ từ năm 1953 đến năm 1955, lên đến cấp bậc đại úy.
Sau khi rời quân ngũ, Colson giữ nhiệm vụ phụ tá cho Phụ tá Bộ trưởng Hải quân. Năm 1956, ông nhận làm Phụ tá hành chính cho Thượng nghị sĩ Leverett Saltonstall. Năm 1961, Colson làm việc cho công ty luật Gasby và Hannah.

## Hoạn lộ
Năm 1968, Colson làm việc trong một Ủy ban của Ứng cử viên Tổng thống của Đảng Cộng hòa, Richard Nixon.
Ngày 6 tháng 11 năm 1969, Colson được bổ nhiệm vào chức vụ Cố vấn đặc biệt cho Tổng thống Nixon. Chức trách của Colson là mời các nhóm quyền lợi có nhiều ảnh hưởng tham gia tiến trình thiết kế chính sách của Nhà Trắng, và tìm kiếm sự ủng hộ của họ cho các vấn đề đặc biệt. Văn phòng của ông được giao nhiệm vụ liên lạc với các tổ chức lao động, cựu chiến binh, nông gia, các nhóm bảo thủ, các tổ chức công nghiệp, các nhóm công dân, và tổ chức các cuộc vận động hành lang nhằm tìm kiếm sự ủng hộ cho các chính sách của chính phủ. Ông cũng chịu trách nhiệm phát triển đường dây liên lạc với các địa quận bầu cử bằng cách sắp xếp các cuộc gặp mặt của Tổng thống và gởi các tờ tin đến các nhóm quyền lợi.
Ngoài ra, Colson còn có các chức trách: thực hiện các công việc đặc biệt cho tổng thống như soạn thảo các bản tường trình pháp lý về các vấn đề đặc biệt, xem xét việc bổ nhiệm, và đề nghị danh sách khách mời đến Tòa Bạch Ốc. Colson cũng tham gia vào Uỷ ban Vận động Tái cử cho Tổng thống (CPR).
Được biết đến như là thủ hạ đắc lực của tổng thống, Colson từng có lần huênh hoang, "Tôi sẵn lòng bước qua bà nội tôi để làm cho Richard Nixon tái cử". Viết trên tạp chí Slate, David Plotz miêu tả Colson là "thủ hạ tàn ác của Richard Nixon, ‘thiên tài gian ác’ của một chính phủ xấu xa." Colson từng thừa nhận là ông "có ích cho Tổng thống... vì tôi sẵn sàng... nhẫn tâm để được việc".
| “                | Tôi chỉ biết quan tâm đến mình. Tôi làm điều này, thực hiện điều kia, thành công và thành đạt, nhưng không bao giờ nhớ đến Chúa, không hề biết tạ ơn Ngài về bất cứ điều gì. Tôi chẳng tin vào đấng tối thượng nào. Hoặc giả nếu ý niệm về Thiên Chúa quyền năng vô hạn có lướt qua tâm trí, thì tôi cũng không muốn Ngài có ảnh hưởng gì trên cuộc đời tôi. | ” |
| —Charles Colson. | |   |

Trong một buổi họp của CPR vào ngày 21 tháng 3 năm 1971, một ngân quỹ 250 000 USD được dành cho công việc "thu thập tin tình báo" về Đảng Dân chủ. Colson và John Ehrlichman bổ nhiệm E. Howard Hunt vào Đơn vị Hoạt động Đặc biệt của Nhà Trắng (gọi là "Plumbers"), đơn vị này được giao nhiệm vụ ngăn chặn rò rỉ tin tức của chính phủ Nixon. Ngày 15 tháng 5 xảy ra sự kiện Arthur Bremer âm mưu ám sát George Wallace khiến Colson ra lệnh cho Hunt đột nhập vào chung cư của Bremer tìm xem có bất cứ thông tin nào cho thấy Đảng Dân chủ có dính líu đến vụ ám sát hay không. Tuy nhiên, cũng có người cho rằng nhiệm vụ của Hunt là lấy những tài liệu dính líu đến vụ án ra khỏi nhà của Bremer. Tháng 9 năm 1971, Hunt chỉ huy một toán thuộc nhóm Plumbers đột nhập vào văn phòng bác sĩ tâm thần của Daniel Ellsberg. Colson hi vọng những bí mật được phát hiện về Ellsberg sẽ giúp làm giảm uy tín phe tả đang hoạt động tích cực chống chiến tranh. Trong tác phẩm The Good Life (Cuộc sống tốt đẹp) xuất bản năm 2005, Colson thừa nhận đã tiết lộ cho báo chí những thông tin mật của FBI về Ellsberg nhưng bác bỏ việc tổ chức cho toán của Hunt đột nhập vào văn phòng Ellsberg. Cũng trong cuốn sách này, Colson bày tỏ sự ân hận vì đã tìm cách che giấu sự thật về vụ việc kể trên.
Ngày 10 tháng 3 năm 1973, Colson từ nhiệm khỏi Nhà Trắng về hành nghề luật tại công ty luật Colson và Shapiro, Washington, D. C.
Ngày 1 tháng 3 năm 1974, Colson bị buộc tội âm mưu che giấu vụ đột nhập Watergate.
Khi đang đối diện với nguy cơ bị bắt giữ, Tom Phillip, bạn thân của Colson, tặng ông ấn bản một tác phẩm của C. S. Lewis, Mere Christianity. Quyển sách này tác động mạnh đến Colson và ông quyết định chấp nhận đức tin Cơ Đốc theo trào lưu Tin Lành (Evangelical). Colson gia nhập nhóm cầu nguyện của Douglas Coe với các thành viên như Thượng Nghị sĩ Harold Hughes, cùng các dân biểu Al Quie và Graham B. Purcell, Jr..
Khi tin này được loan ra, một vài nhật báo tại Mỹ, trong đó có Newsweek, Village Voice, và TIME chế giễu kinh nghiệm qui đạo này, cho đó chỉ là một mánh khoé nhằm làm giảm tội cho Colson. Trong hồi ký "Born Again" (Tái sinh), Colson giải thích về quyết định của mình, "Tôi biết đã đến lúc... Tôi có nên hết lòng chấp nhận Chúa Giê-xu Cơ Đốc làm chủ cuộc đời tôi?...Sáng sớm thứ Sáu hôm ấy, khi đang ngồi nhìn ra vùng biển thân thương, những lời mà tôi không chắc là mình có thể hiểu tự nhiên tuôn ra khỏi miệng tôi, "Lạy Chúa Giê-xu, con tin Ngài. Con chấp nhận Ngài. Xin ngự vào cuộc đời con." Colson cũng kể lại rằng chỉ có ít tác giả có thiện cảm với quyết định này của ông như trường hợp của một bài viết được phổ biến rộng rãi của hãng thông tấn UPI, "Từ Watergate đến sự bình an trong tâm hồn".
Năm 1974, Colson không phản đối cáo trạng ngăn cản công lý trong vụ án Ellsberg, và bị kết án từ một đến ba năm tù. Ông cũng bị gạch tên khỏi đoàn luật sư Quận Columbia. Ông bị giam giữ trong bảy tháng tại Trại Cải huấn Maxwell, tiểu bang Alabama.
Suốt thời gian trong tù, Colson ngày càng quan tâm đến điều ông xem là những bất công đối với tù nhân, cùng những bất cập trong chương trình phục hồi nhân phẩm. Từ đó Colson tin rằng ông được Chúa kêu gọi hiến mình cho mục vụ giúp đỡ các tù nhân với trọng tâm là vận động thay đổi hệ thống lao tù.

## Bạn của Tù nhân
Sau khi mãn hạn tù, Colson tiến hành thành lập tổ chức Mục vụ Bạn của Tù nhân (Prison Fellowship Ministries) vào năm 1976. Đây là "tổ chức lớn nhất thế giới với tôn chỉ tìm đến để giúp đỡ tù nhân, cựu tù, nạn nhân các tội ác hình sự cùng với gia đình của họ".
Colson vận động tích cực cho các hoạt động phục hồi nhân phẩm tù nhân và cải cách hệ thống nhà tù tại Hoa Kỳ. Ông đã đến thăm các nhà tù trên khắp nước Mỹ và nhiều nơi trên thế giới, xây dựng một phong trào với 40.000 người tình nguyện tại 100 quốc gia hoạt động trong các chương trình mục vụ của tổ chức. Năm 1983, Colson thành lập Justice Fellowship (Thân hữu Công lý), một nhóm tôn giáo vận động cải cách tư pháp hình sự. Mạnh mẽ chỉ trích phương pháp "bỏ tù rồi bỏ mặc chúng trong tù" trong cung cách đối xử với tù hình sự, Colson nỗ lực giúp đem Elizabeth Morgan ra khỏi nhà giam. Ông góp phần kiến tạo những nhà tù có các chương trình hoạt động tôn giáo, nơi mà tù nhân từ các trại giam khác tự nguyện xin chuyển đến. Toàn bộ tiền bản quyền xuất bản sách của Colson đều được dành tặng cho tổ chức Mục vụ Bạn của Tù nhân.

## Những hoạt động khác
Colson cũng duy trì các kênh truyền thông đa dạng, thường được sử dụng để thảo luận về các vấn đề đương thời theo thế giới quan Tin Lành. Quan điểm của Colson được xem là điển hình cho sự kiên định trong cung cách giải thích các vấn đề thời sự theo hệ tư tưởng của trào lưu Tin Lành thuộc cộng đồng Kháng Cách (Protestant). Trong những bài viết được đăng trên tạp chí Christianity Today, Colson chống lại hôn nhân đồng tính, và cho rằng vụ tai tiếng về tài chính của tập đoàn Enron là một hiện tượng xã hội, biểu thị cho hệ quả tất yếu của tinh thần thế tục đang phát triển mạnh tại Hoa Kỳ.
Ngay sau Vụ tấn công khủng bố ngày 11 tháng 9 năm 2001, một vài nhà lãnh đạo tôn giáo như Jerry Falwell, với sự phụ hoạ của Pat Robertson, hợm hĩnh chỉ tay vào các nhóm đồng tính luyến ái và ủng hộ phá thai, kết án họ là tác nhân gây ra thảm họa vì cho rằng những nhóm này đã khiến cơn thịnh nộ của Thiên Chúa đổ xuống nước Mỹ, và trong khi phần lớn tín hữu Cơ Đốc tại Hoa Kỳ tin rằng họ đang chịu bách hại vì đức tin của mình, Colson bày tỏ niềm xác tín rằng cộng đồng Cơ Đốc giáo tại đất nước này cần quay trở lại để tự xét mình, ăn năn sám hối về tội bất trung và tinh thần thế tục đang chiếm ưu thế vượt trội trong khắp hội thánh, Colson viết, 
| “ | Sự đoán phạt luôn khởi đầu với con dân của Thiên Chúa. Vì vậy, thông điệp trước tiên của hội thánh phải là lời kêu gọi ăn năn. Nếu chúng ta chân thật với chính mình, chúng ta cần phải ăn năn...". | ” |

Năm 1993, Colson được trao tặng Giải thưởng Templeton (thành lập năm 1972 bởi John Templeton – doanh gia Mỹ gốc Anh, được Nữ hoàng Elizabeth II phong tước hiệp sĩ năm 1987 vì những hoạt động từ thiện nhằm khuyến khích những tiến bộ tôn giáo và những thành quả trong lãnh vực nghiên cứu và khám phá về những thực thể tâm linh). Trong số các nhân vật nổi tiếng được trao tặng giải thưởng Templeton có Mẹ Teresa (năm 1973), Nhà truyền bá Phúc âm Billy Graham (năm 1982) và nhà sáng lập Phong trào Sinh viên Cơ Đốc (Campus Crusade for Christ), Bill Bright (năm 1996). Đây là giải thưởng đi kèm với phần tặng thưởng tiền mặt lớn nhất thế giới (hơn 1 triệu USD). Colson dùng số tiền này, cùng toàn bộ lợi tức có được từ tiền nhuận bút và diễn thuyết, để phát triển các chương trình từ thiện của Mục vụ Bạn của Tù nhân.
Tháng 10 năm 2002, Colson, cùng những nhà lãnh đạo tiếng tăm thuộc trào lưu Tin Lành tại Mỹ, đồng ký tên trong một bức thư (Land letter) gởi Tổng thống Bush, ủng hộ cuộc chiến xâm lăng Iraq.

Năm 1994, Colson được trích dẫn trong một ca khúc được yêu thích của Steven Curtis Chapman, Heaven in the Real World (Thiên đàng trong Thế giới thật), có đoạn viết,

Tìm thấy hi vọng nơi đâu? Hàng triệu người đau buồn vì đạo đức suy đồi xung quanh ta. Ta không kỳ vọng vào các chính khách, hay hệ thống luật pháp, cũng không phải những điều vĩ đại của dân tộc này. Niềm hi vọng của chúng ta là quyền năng của Thiên Chúa làm thay đổi lòng người. Đó là niềm hi vọng của đất nước này. Và đó là niềm hi vọng của chúng ta trong cuộc đời.

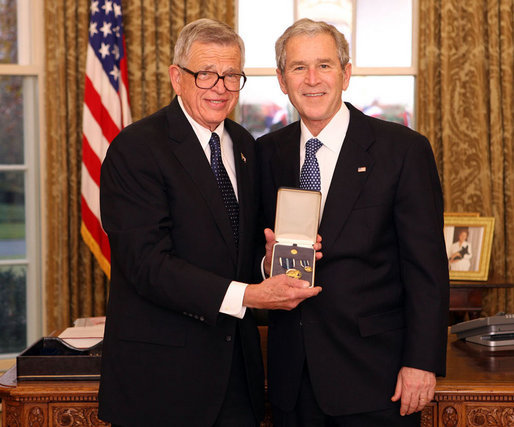
Colson và Tổng thống George W. Bush sau khi nhận Huân chương Tổng thống, 20 tháng 12 năm 2008

"Born Again" (Tái sinh), cuốn hồi ký của Colson thuật lại trải nghiệm tôn giáo cũng như thời gian trong tù của ông, năm 1978 được dựng thành phim với Diễn viên Dean Jones trong vai Colson, Anne Francis vai Patty, vợ của Colson, và Harold Hughes nhận vai của chính mình ngoài đời. Năm 1995, Diễn viên Kevin Dunn vào vai Colson trong phim "Nixon".
Mới đây, Martin Nolan đã miêu tả Colson là có ảnh hưởng sâu đậm về mặt tâm linh trên Karl Rove, Rove là bạn và là một trong những cố vấn thân cận của Tổng thống George W. Bush. Trong tác phẩm của mình, The Good Life, Colson thừa nhận rằng ông từng đảm nhiệm vai trò tương tự như của Rove hôm nay.
Ngày 1 tháng 6 năm 2005, xuất hiện trong một chương trình tin tức phát sóng toàn quốc và bình luận về những tiết lộ gần đây cho biết cựu nhân viên FBI W. Mark Felt chính là nhân vật bí ẩn được biết đến dưới mật danh Deep Throat. Colson bày tỏ sự bất bình về cung cách hành xử của Felt trong Vụ Watergate, ông cho rằng nếu Felt không thể tiếp tục trung thành với Tổng thống Nixon thì tốt hơn nên từ chức (thay vì tiết lộ cho báo chí những tin tức mật từ Nhà Trắng khiến công luận phẫn nộ dẫn đến việc Tổng thống Nixon phải từ chức).

## Từ trần
Ngày 21 tháng 4 năm 2012, Colson qua đời trong bệnh viện "do những biến chứng từ bệnh xuất huyết não." 
Ứng cử viên Tổng thống Đảng Cộng hòa, Mitt Romney nói, "Chuck Colson thể hiện và thực hiện vô số điều tốt lành cho cuộc sống của nhiều người, nhiều gia đình và nhiều cộng đồng ông phục vụ khi mang đến cho họ thông điệp của đức tin và hi vọng." 
"Ông từng tham gia trò chơi khắc nghiệt trên sâu khấu chính trị để nắm giữ quyền lực. Ông từng là một con người nhẫn tâm. Ông từng muốn chiến thắng bằng mọi giá... Tôi nghĩ nếu có điều gì đó để nhớ về ông, thì ông nên được nhớ đến như là một người đã trải qua một sự thay đổi triệt để trong đời sống", nhận xét về Charles Colson của Michael Cromartie, Phó Chủ tịch Trung tâm Đạo đức và Chính sách công.

## Tác phẩm
| Năm  | Tựa đề | Nhà xuất bản         | ISBN               |
| 1976 | Born Again                                                                                                 | Chosen Books         | ISBN 0-8007-9377-3 |
| 1979 | Life Sentence                                                                                              | Chosen Books         | ISBN 0-8007-8668-8 |
| 1987 | Kingdoms in Conflict (with Ellen Santilli Vaughn)                                                          | William Morrow & Co  | ISBN 0-688-07349-2 |
| 1983 | Loving God                                                                                                 | HarperPaperbacks     | ISBN 0-310-47030-7 |
| 1989 | Against the Night: Living in the New Dark Ages (with Ellen Santilli Vaughn)                                | Servant Publications | ISBN 0-89283-309-2 |
| 1993 | A Dance with Deception: Revealing the truth behind the headlines                                           | Word Publishing      | ISBN 0-8499-1057-9 |
| 1993 | The Body: Being Light in Darkness                                                                          | Word Books           | ISBN 0-85009-603-0 |
| 1995 | Evangelicals and Catholics Together: Toward a Common Mission (co-edited with Richard John Neuhaus)         | Thomas Nelson        | ISBN 0-8499-3860-0 |
| 1998 | Burden of Truth: Defending the Truth in an Age of Unbelief                                                 | Tyndale House        | ISBN 0-8423-3475-0 |
| 1999 | How Now Shall We Live (with Nancy Pearcey and Harold Fickett)                                              | Tyndale House        | ISBN 0-8423-1808-9 |
| 2001 | Justice That Restores                                                                                      | Tyndale House        | ISBN 0-8423-5245-7 |
| 2004 | The Design Revolution: Answering the Toughest Questions About Intelligent Design (with William A. Dembski) | Inter Varsity Press  | ISBN 0-8308-2375-1 |
| 2003 | Being The Body (with Ellen Vaughn)                                                                         | Thomas Nelson        | ISBN 0-8499-1752-2 |
| 2005 | The Good Life (with Harold Fickett)                                                                        | Tyndale House        | ISBN 0-8423-7749-2 |
| 2008 | The Faith (with Harold Fickett)                                                                            | Zondervan            | ISBN 0310276039    |